# Mary (Türkmenisztán)
Mari vagy türkménül: Mary (korábbi nevén: Merv, Meru, Margiana) város Türkmenisztán keleti részén, a Karakum-sivatag egyik kiterjedt oázisában, a Murgáb folyó mentén. Az azonos nevű régió székhelye. A város elődje, az ősi Merv  egy fontos oázisváros volt a selyemúton. Romjai a várostól keletre találhatók. A kulturális világörökség része.

## Története

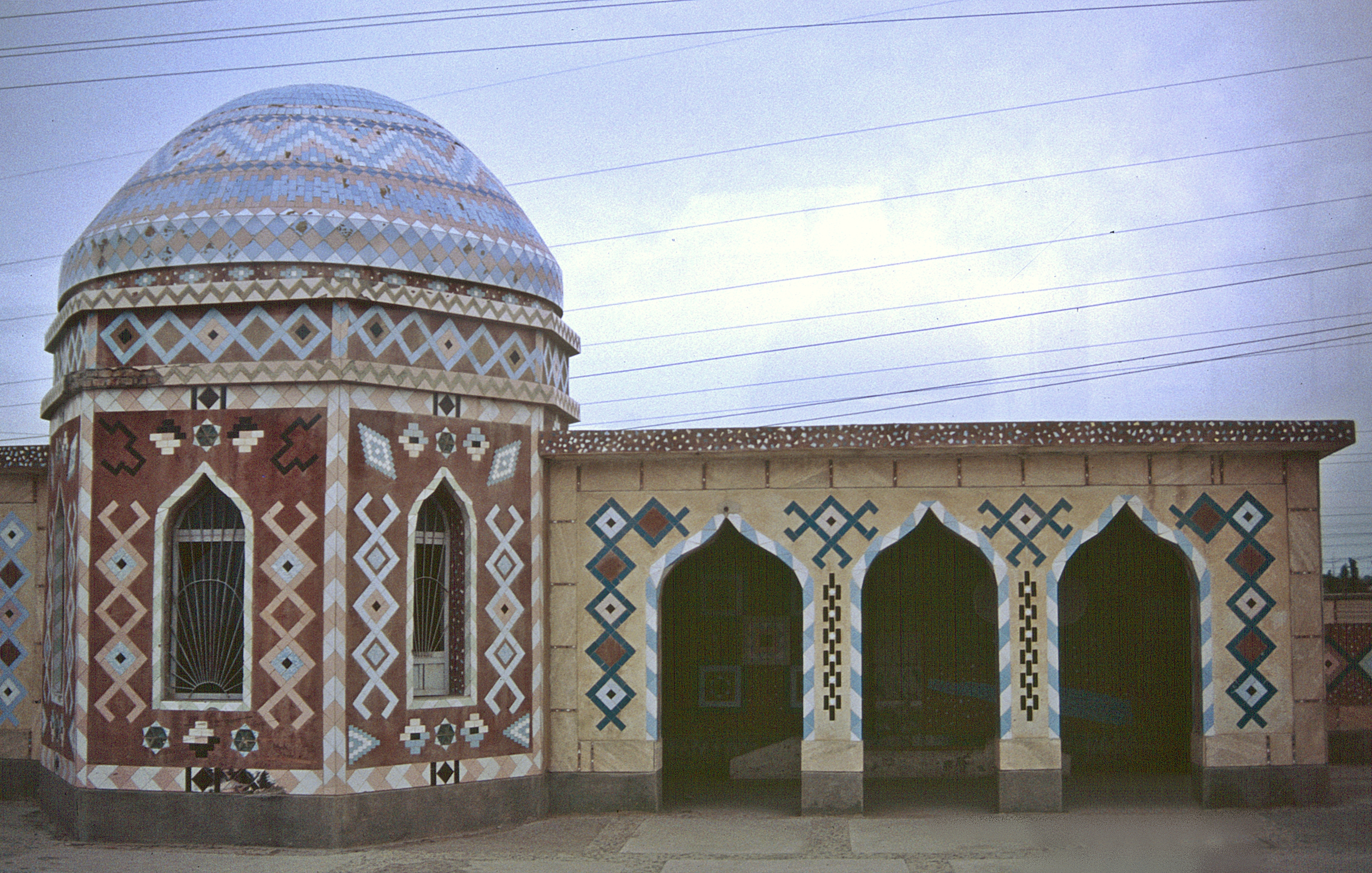
Buszmegálló, Mary

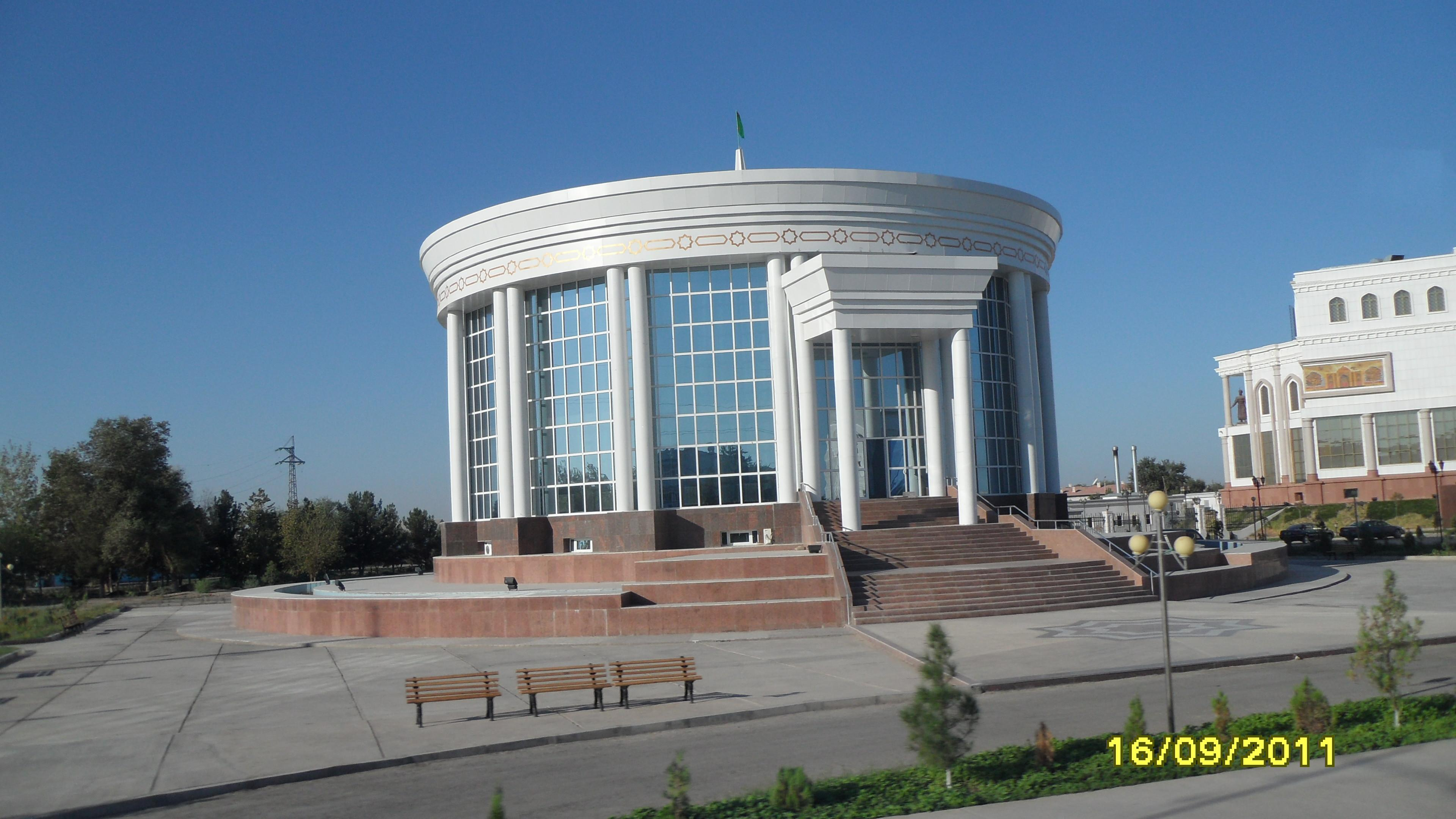
Mary, részlet

A Kara-kum-sivatag egyik kiterjedt oázisában, a Murgáb folyó mellett fekvő Mary közelében állt egykor Merv melyet ma az egykori selyemút mentén legjobb állapotban megmaradt oázisvárosként tartanak számon. Merv ma Türkmenisztán legfontosabb emlékhelye. 
A város az Akhaimenida Birodalom idejében Margiana tartomány székhelye volt. Az arab uralom alatt a selyemút egyik fontos kereskedelmi csomópontjává vált, majd az iszlám terjeszkedés egyik bázisa lett. Később az Abbászida Kalifátus uralma alá került, és mint fontos tudásközpont volt ismert. A 12. században szeldzsukok foglalták el. Ez időben korának egyik legjelentősebb településeként volt ismert. Híres volt könyvtáráról és komoly hatást gyakorolt kora építészetére, díszítőművészetére, kulturális és tudományos fejlődésére is.
1221-ben a mongolok elfoglalták, majd lerombolták.
Egykori épületei közül máig fennmaradt a 12. századi Szandzsár-mauzóleum, a Kiz-kala vár néhány falmaradványa, a város közepén álló mecset és vízgyűjtője, egy buddhista sztúpa és templom, a város északnyugati negyedében található "Oázis-ház", valamint a fellegvár és a város 15. századi falai.

Merv ma az ország negyedik legnagyobb városa, földgáz- és gyapotágazati központ, mely Türkmenisztán két legfontosabb exportágazata. A gabona-, nyersbőr-, gyapot- és gyapjúkereskedelem központja.

## Nevezetességek
- Az ősi Merv, Margiana romjai , a várostól keletre.
- Szandzsár-mauzóleum - a 12. század-ban épült.
- Kiz-kala vár maradványai
- Mecset és vízgyűjtője
- Buddhista sztúpa és templom
- Fellegvár
- Városfalak maradványai a 15. századból
- Oázis-ház

## Híres szülöttei, lakói
- itt született Nazar Petroszján (1951) szovjet válogatott örmény labdarúgó, edző, sportvezető

## Galéria

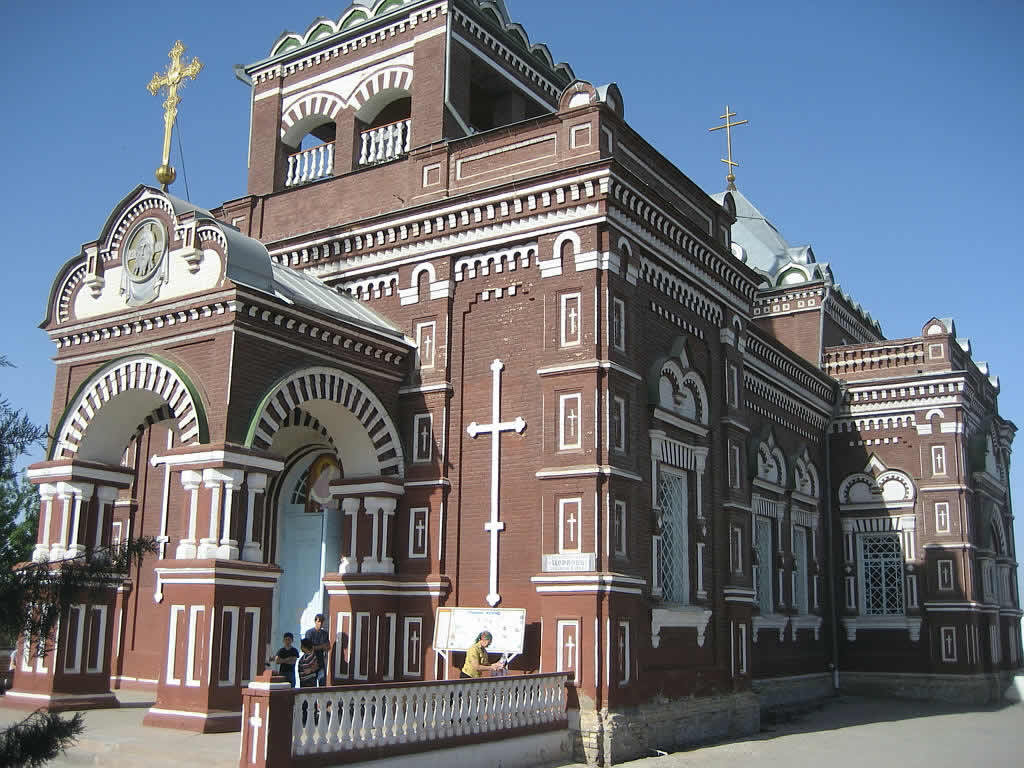
Pokrovkaya templom, Mari
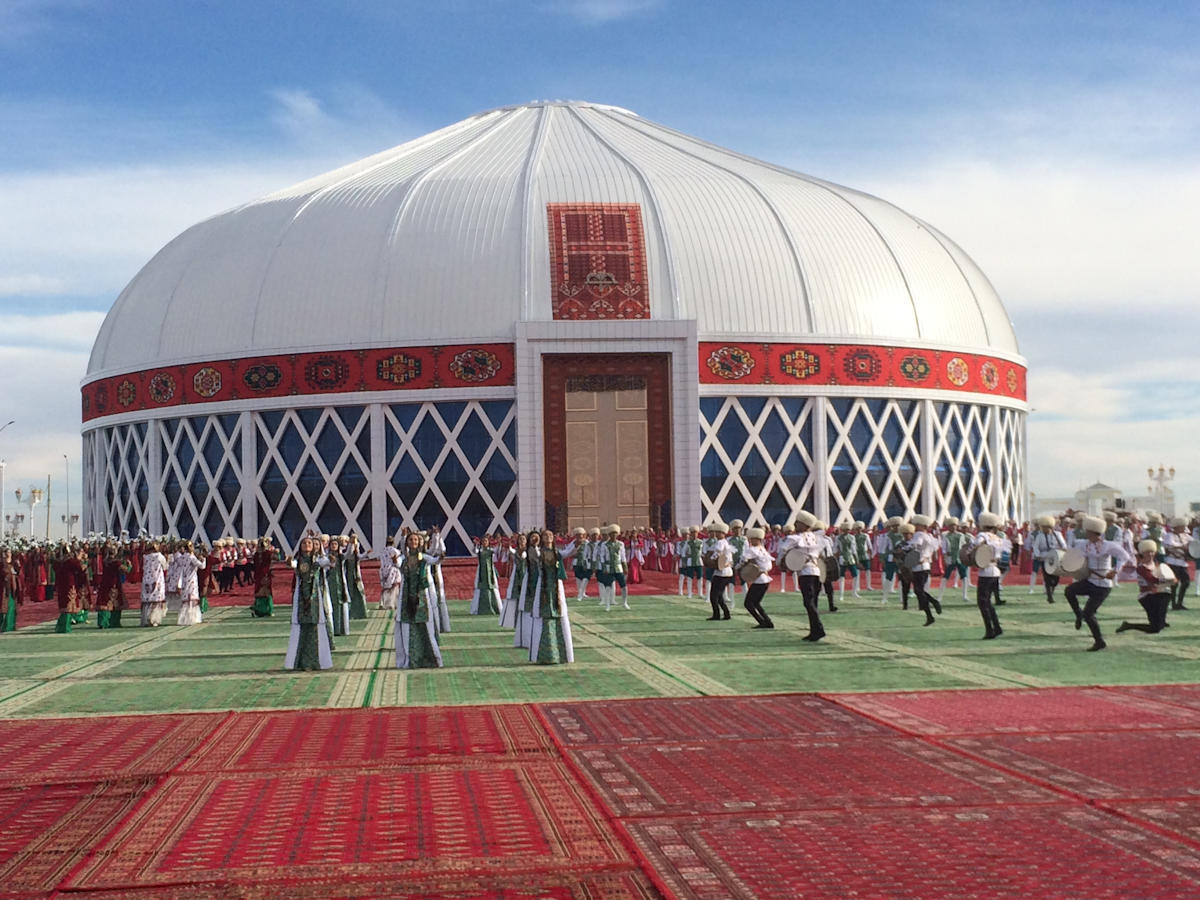
Jurta
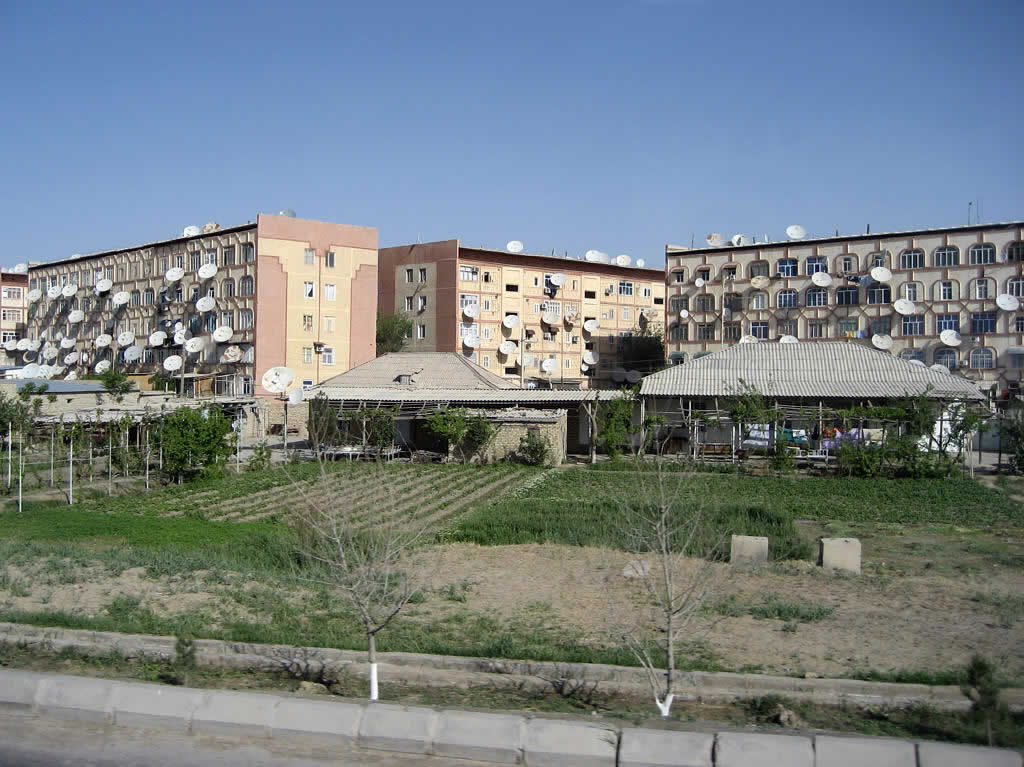
Szállodaépület
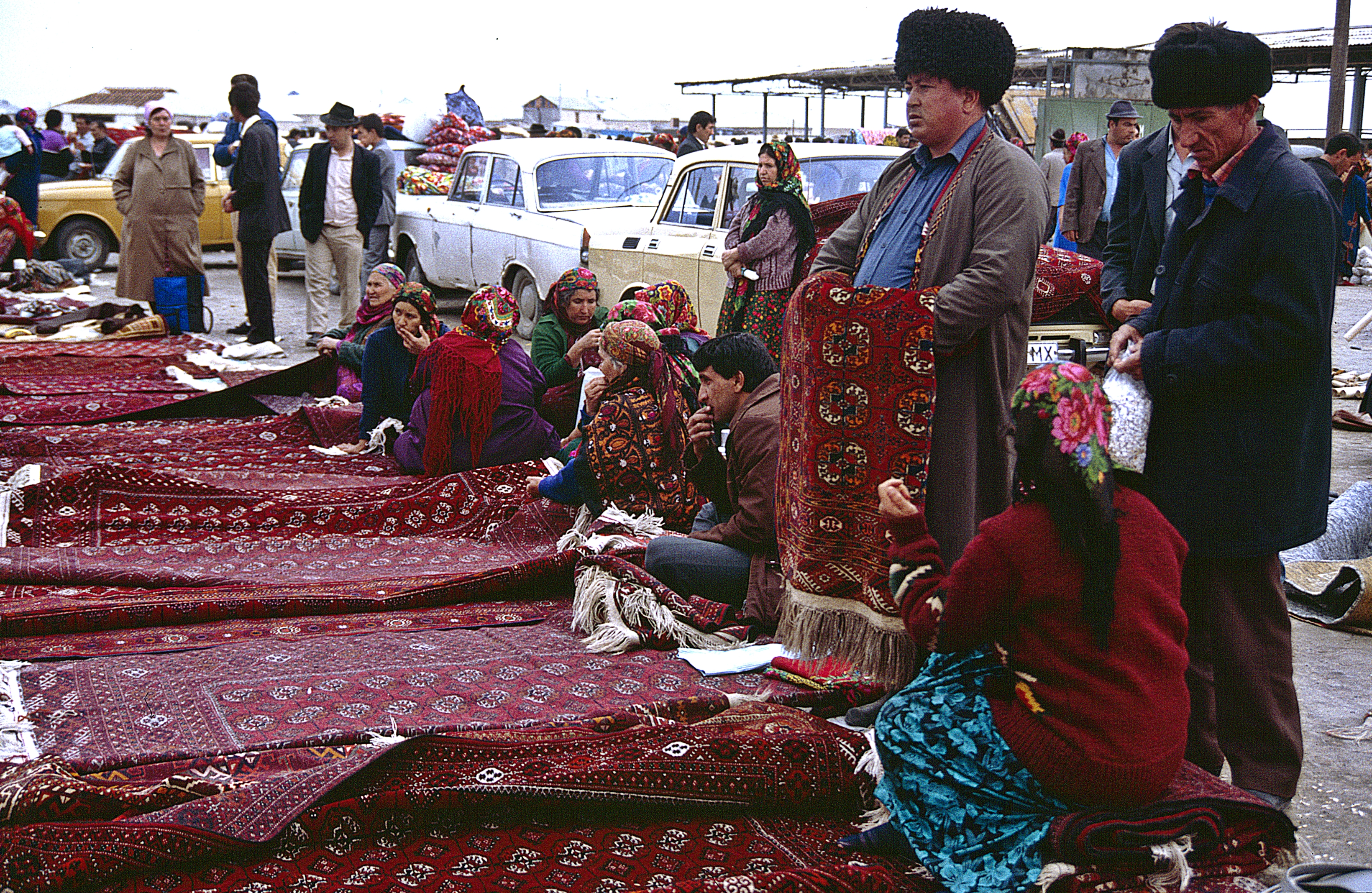
Szőnyegpiac
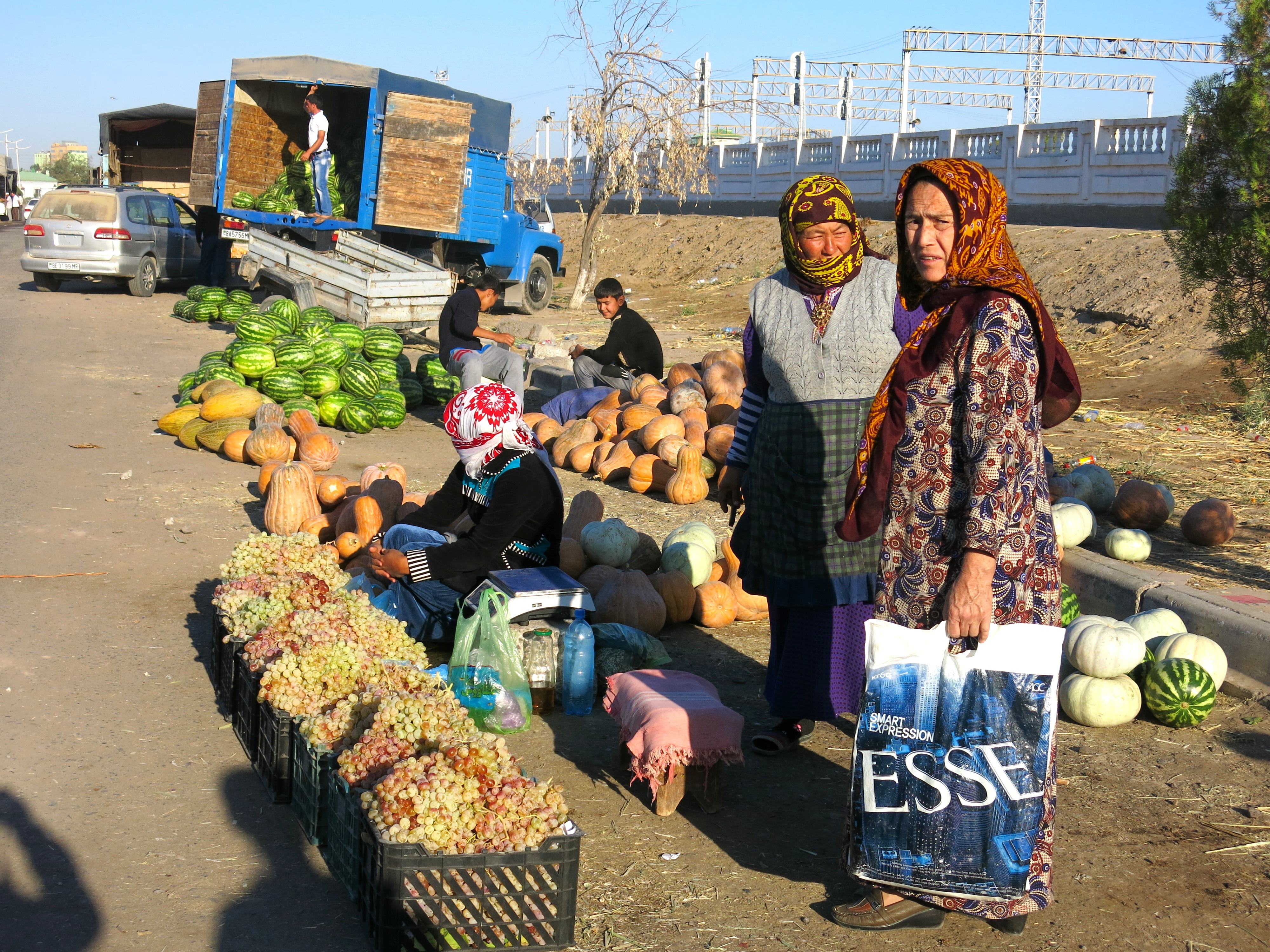
Piac részlet

## Történelmi emlékek a környéken

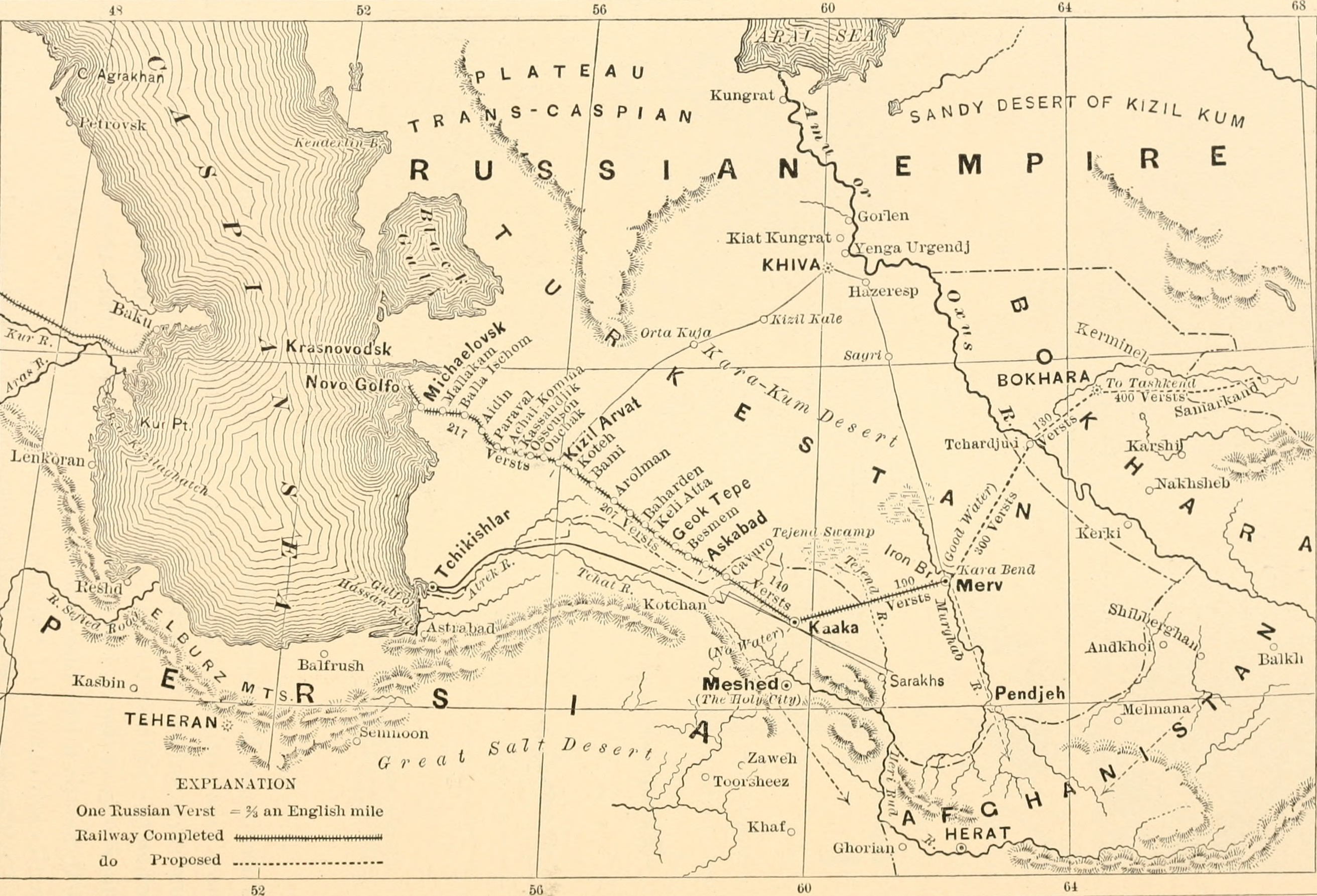
Merv egy 1886-ból való térképen
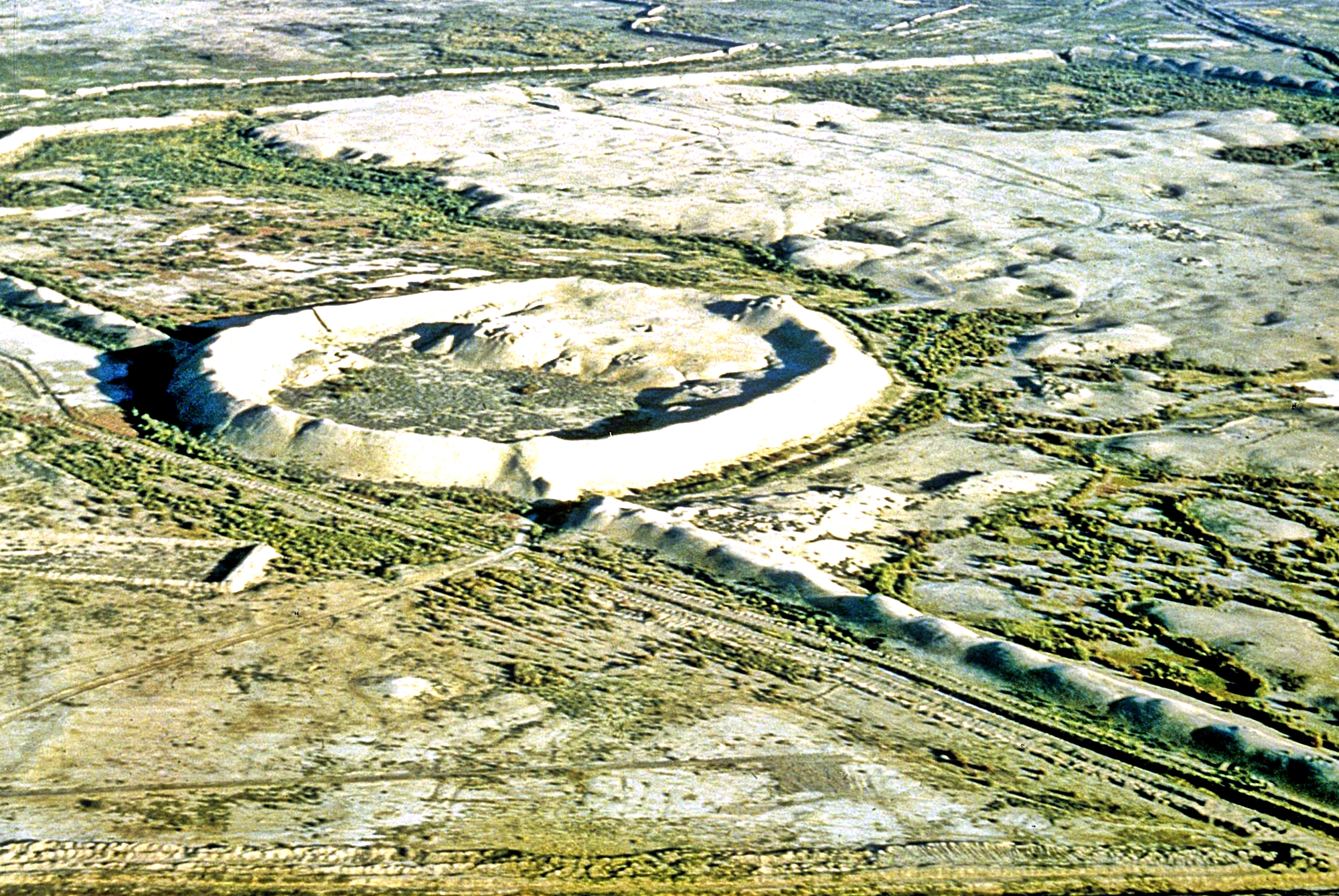
Merv romjai légifelvételről
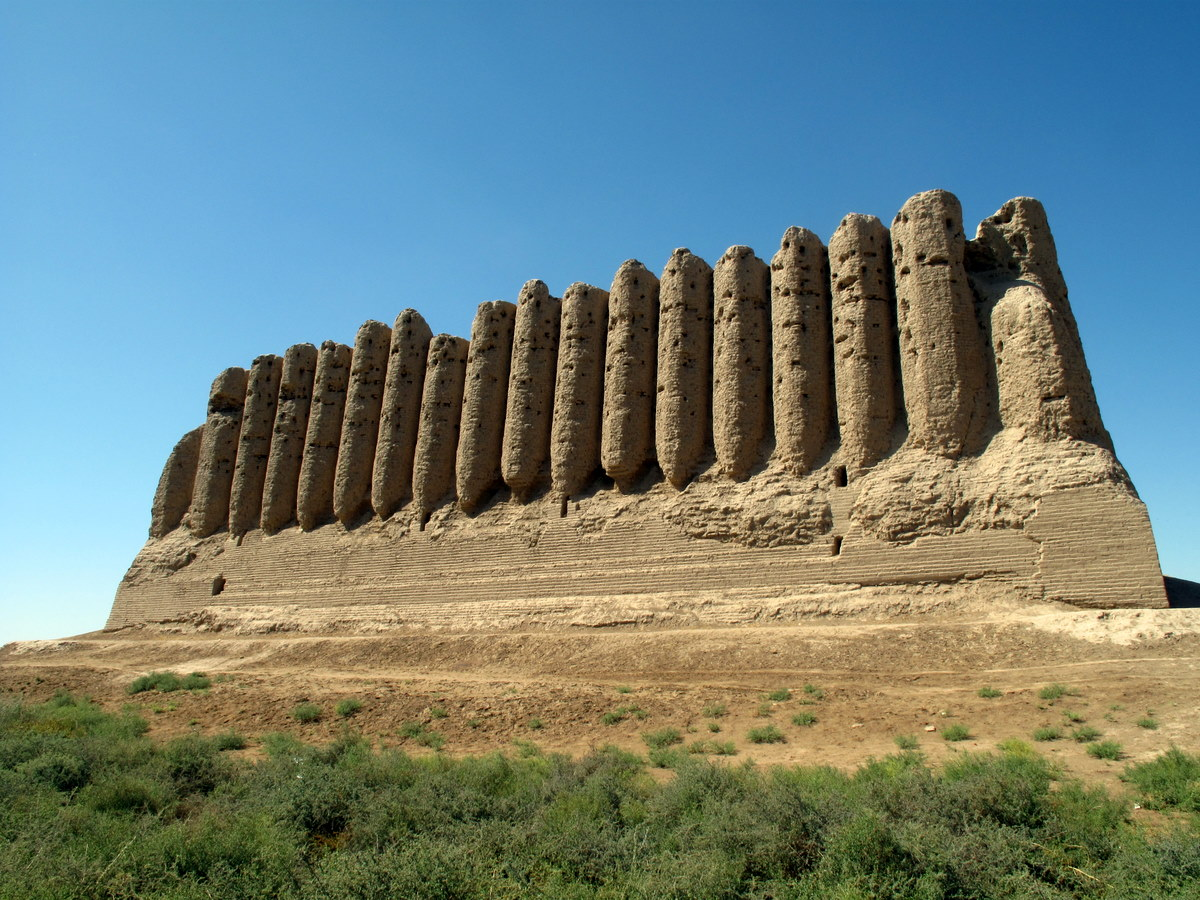
Merv maradványai, részlet
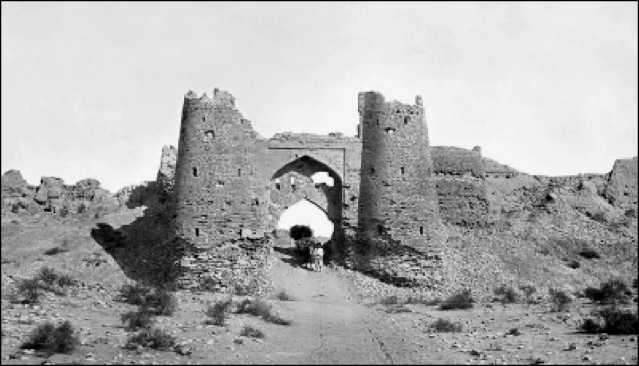
Az ősi Merv maradványai 1913-ban
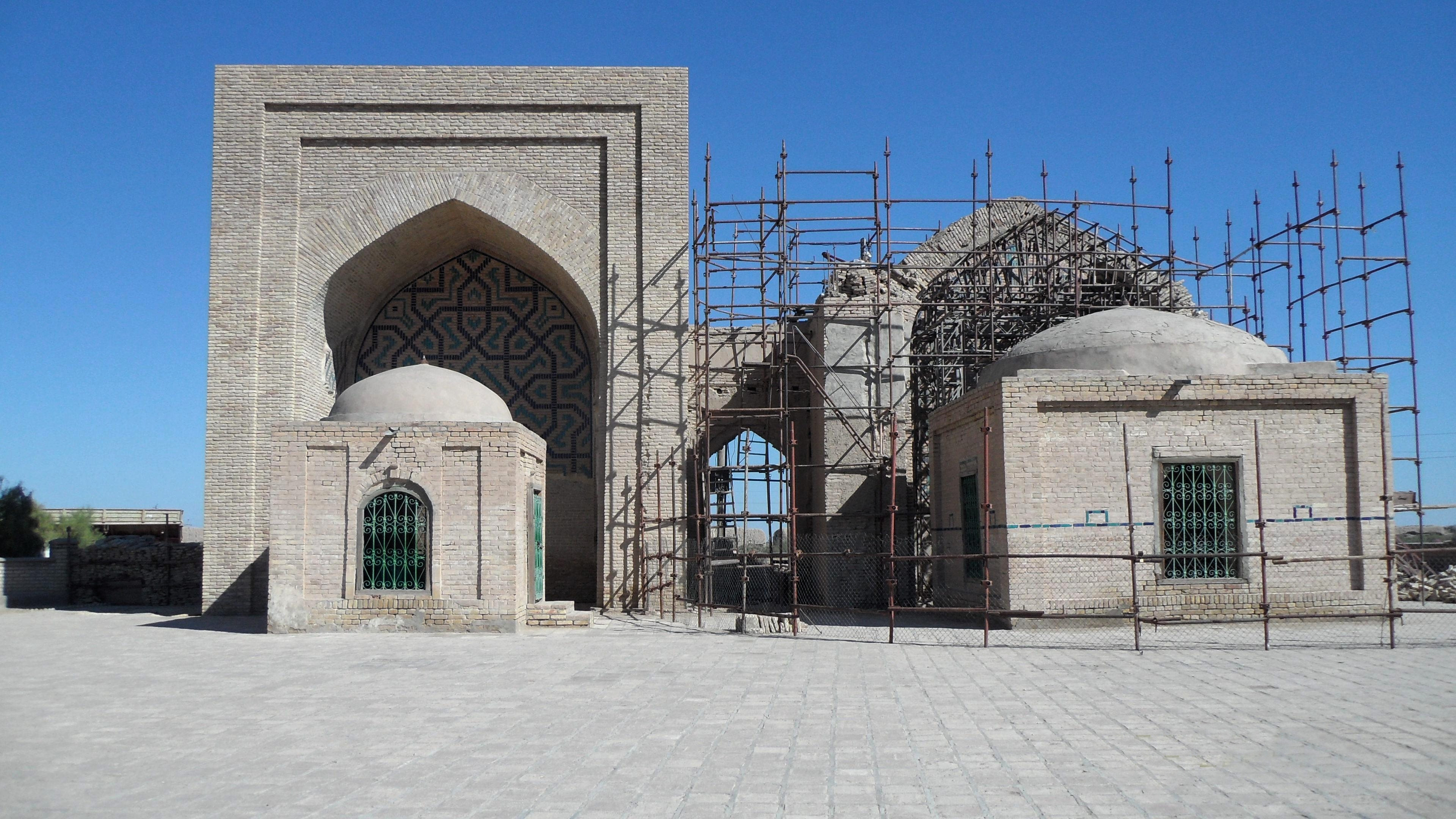
Aschab-Mausoleum
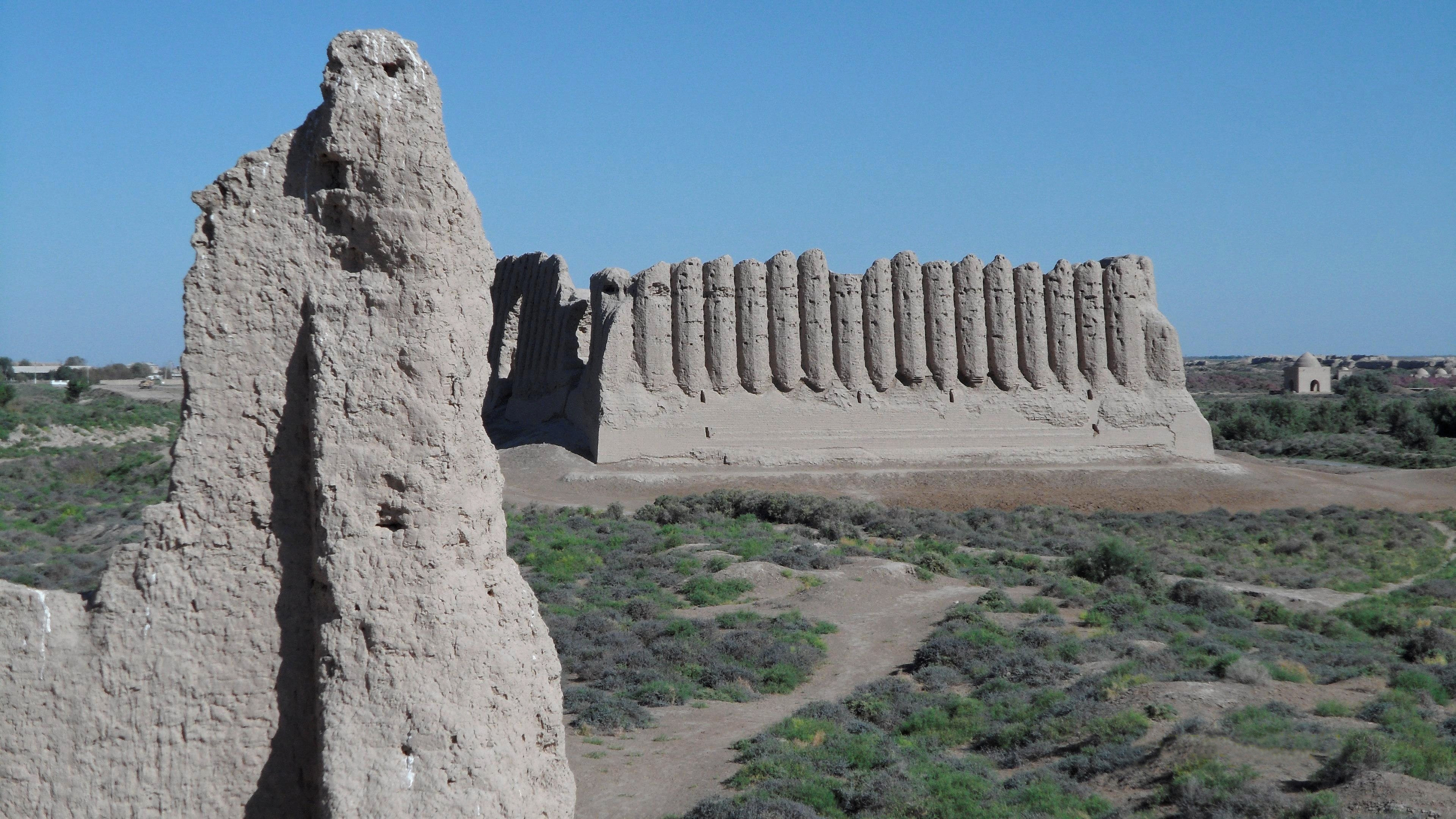
Great Kyz Kala